# Happy Aquarium
Happy Aquarium ("Acuario Feliz" en español), es un videojuego de tiempo real, desarrollado por CrowdStar. El juego estaba disponible desde la web social Facebook. Después que Adobe Flash Player cerrara y dejara de producir actualizaciones el 31 de diciembre de 2020, Facebook eliminó los juegos que disponían del reproductor Flash Player, y Happy Aquarium era uno de esos juegos. El juego permitía adquirir, vender, alimentar, aparear o entrenar peces y otros animales marinos. La aplicación era muy conocida en la web social con millones de usuarios activos por mes.

## Modo de juego
El juego es en tiempo real, por lo que dejar de jugar por un tiempo extenso puede traer cambios en tu progreso. Cada día, en el juego se te proporcionarán monedas mediante un cofre (que después será una concha), además de un objeto coleccionable (véase Colecciones). 
Cada vez que se obtiene una determinada cantidad de EXP Points (Puntos de experiencia) se sube un nivel; con esto se tiene acceso a una mayor cantidad de opciones o peces exclusivos, sin embargo, no existe un objetivo claro, más que conservar a los peces sanos y venderlos para obtener más y mejores.
Se puede a acceder a las peceras de aquellos miembros de Facebook que te hayan aceptado como vecino (Neighbor), mediante una solicitud previa. En sus peceras puedes tomar las monedas de sus cofre y limpiarlas para obtener EXP Points.

## Opciones
En la barra de herramientas, situada en la parte inferior del juego, se puede acceder a 9 distintas opciones:
- Treasure Hunt: Un minijuego en donde seleccionas a un pez que, en un área distinta a la pecera, será guiado por ti en busca de monedas que caerán, y también de un tesoro oculto en algún rincón, que puede contener desde un ítem común hasta un pez exclusivo.
- Achievements: Despliega una lista de objetivos menores (logros) que se van obteniendo cumpliendo determinadas acciones, al cumplirlos se pueden obtener puntos de experiencia.
- Collections: Muestra las distintas colecciones que haz o estás completando, existen seis distintas colecciones, no se puede acceder a una sin haber completado la anterior. Cada colección se conforma de 9 objetos, subdividos en 3 distintas clases: Common (Los más comunes, que se pueden encontrar casi en cualquier parte), Uncommon (Un poco menos comunes, pero aún son fáciles de encontrar) y Rare (Los más escondidos, difíciles de encontrar). Al completar una colección, el usuario recibe un ítem exclusivo, alusivo a la colección. Las colecciones disponibles hasta el momento son:

| Nombre de Colección   | Objetivos |
| --------------------- | --- |
| Super Sea Shell Hunt  | Common: - Golden Shell - Pink Shell - Blue Shell Uncommon: - Green Gold - Brown Yellow - Fuschia Green Rare: - Purple Shell - Dark Pink Shell - Star Shell         |
| Lost Expedition Crew! | Common: - Cabin Boy - Deck Swab - Cook Uncommon: - Musician - Whisperer - Lookout Rare: - Monkey - First Mate - Captain                                            |
| Fossil Hunt           | Common: - Fish Fossil - Pink Fish Fossil - Shell Fossil Uncommon: - Purple Shell - Bug Fossil - Shark Tooth Rare: - Candy Cane - Baby Dino Foot - Golden Dino      |
| Leaf Colecction       | Common: - Red Leaf - Yellow Leaf - Green Leaf Uncommon: - Rustic Leaf - Broad Green - Maple Leaf Rare: - Pink Leaf - Autumn Leaf - Golden Leaf                     |
| Sea Shell Crawler     | Common: - Candy Shell - White Spiral - Green Stripe Uncommon: - Royal Spiral - Cool Glow Shell - Frosting Shell Rare: - Wiggle Shell - Bright Star - Rainbow Shell |
| Egg Hunt              | Common: - Swirly Egg - Sunny Egg - Royal Egg Uncommon: - Zig-Zag Egg - Polka Dot Egg - Wavy Egg Rare: - Oval Egg - Striped Egg - Star Egg                          |

- Expeditions: Muestra las expediciones realizadas anteriormente, no sin antes haber aceptado o enviado una solicitud previa, hay 9 expediciones disponibles, y para realizarlas es necesario reunir a 9 usuarios. El objetivo depende de la expedición a realizar.
- Frogs: Las ranas se obtienen cada que se acumulan 14 días de entrar al juego, los días son consecutivos, y si se pierde un día debe comenzarse de nuevo. A los 14 días se obtiene una rana hembra, y a los 28 se obtiene la pareja correspondiente.
- My Items: Una especie de inventario donde guardar objetos que se obtienen en minijuegos o compras.
- Snapshot: Toma una fotografía de la pecera actual y la guarda en un álbum de Facebook.
- Breeding: Despliega un menú donde seleccionar parejas de peces para que se reproduzcan.
- Arcade: Abre el menú de minijuegos, donde se pueden obtener monedas y puntos de experiencia.